# 皮林格爾斯上校縣

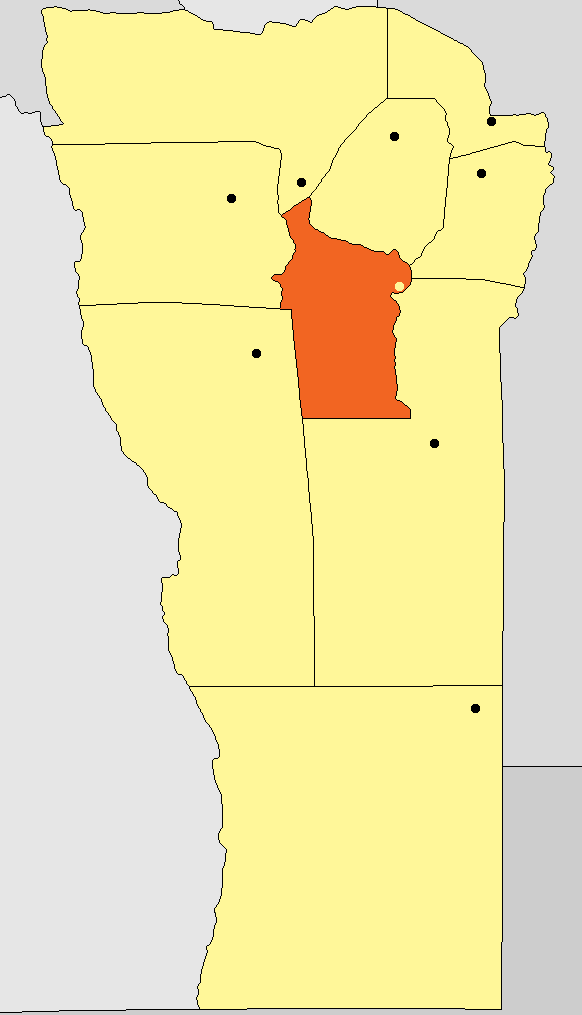

皮林格爾斯上校縣（西班牙語：Departamento Coronel Pringles），是阿根廷的縣份，位於該國中北部聖路易省，首府設於拉托馬，面積4,484平方公里，2010年人口13,157，人口密度每平方公里2.9人。